# Tropidurus sertanejo
Tropidurus sertanejo — вид ігуаноподібних ящірок родини Tropiduridae. Ендемік Бразилії. Описаний у 2016 році.

## Поширення і екологія
Tropidurus sertanejo відомі з типової місцевості, розташованої в муніципалітеті Іботірама в штаті Баїя, на висоті 507 м над рівнем моря. Вони живуть в сухих заростях каатинги.